# St Stephen’s Green

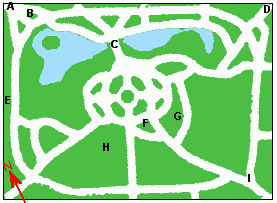
Mapa St Stephen’s Green z najważniejszymi obiektami: (A) Łuk Filizjerów (B) Pomnik O'Donovana Rossy (C) Most O’Connella (D) Pomnik Wolfe Tone’a i Wielkiego Głodu (E) Pomnik Lorda Ardilauna (F) Pomnik Constance Markiewicz (G) Plac zabaw (H) Miejsce dla orkiestry (I) Posąg trzech Norn

St Stephen’s Green (irl. Faiche Stiabhna) – park miejski położony w ścisłym centrum Dublina.
St Stephen’s Green został założony w 1627 roku jako prywatny ogród. Współczesny wygląd parku to dzieło brytyjskiego architekta Williama Shepparda, który oficjalnie otworzył park do użytku publicznego 27 lipca 1880 r.
Do parku przylega najdroższy pasaż handlowy Dublina (i Irlandii) – ulica Grafton Street oraz Stephen’s Green Shopping Centre, które wzięło nazwę od parku.
Park ma kształt prostokąta (450 x 550 m) i otoczony jest ulicami, które były kiedyś głównymi arteriami centrum Dublina, jakkolwiek ruch uliczny został poważnie ograniczony po wybudowaniu linii szybkiego tramwaju miejskiego – luasa w 2004 roku. Ulice okalające St Stephen’s Green nazywają się odpowiednio: St Stephen’s Green North, St Stephen’s Green South, St Stephen’s Green East i St Stephen’s Green West.
St Stephen’s Green obok Merrion Square wyznacza ścisłe centrum Dublina, tzw. City. Znajdują się tam ministerstwa, firmy ubezpieczeniowe, banki, pięciogwiazdkowy hotel Shelbourne oraz dwa kościoły: katolicki uniwersytecki oraz prezbiteriański.